# Boa Esperança do Sul
Boa Esperança do Sul é um município brasileiro do estado de São Paulo. Sua população estimada pelo IBGE para 1.º de julho de 2019 era de 14 923 habitantes.

## História
No ano de 1887, em território de Araraquara, às margens do rio Boa Esperança foi formado o Patrimônio da Capela de São Sebastião a pedido de Manoel Jorge de Marins, onde já havia uma pequena capela.
No período de 1850 e 1904 cerca de 209 alqueires foram doados para povoação e agregados ao Patrimônio, os doadores foram: Marcella Martha de Jesus, Joaquim da Costa Sobrinho, Amanicho de Oliveira Sardinha, Antônio José da Motta, Lourenço José de Faria, Maria Rita de Camargo e Joaquim Francisco da Cruz.
Nessa época o lugar ficou conhecido como capela de São Sebastião de Boa Esperança, elevado a distrito de Paz pela Lei estadual nº 336, de 23 de julho de 1895, com o nome de Boa Esperança. E pela Lei estadual nº 542, de 21 de julho de 1898, torna-se município, se emancipando de Araraquara.
Em 1944, passou a chamar-se Boa Esperança do Sul por determinação do CNG.

## Geografia
Localiza-se a uma latitude 21º59'33" sul e a uma longitude 48º23'27" oeste, estando a uma altitude de 490 metros. Possui uma área total de 690,75 km², 

### Hidrografia
- Rio Boa Esperança
- Rio Jacaré Pepira
- Rio Jacaré-Guaçu

### Rodovias
- SP-255

## Demografia
- População total aferida no censo de 2010: 13 645 habitantes

Densidade demográfica (2010): 19,75 hab./km²
- População total estimada para 1.º de julho de 2019: 14 923 habitantes

Densidade demográfica (2019): 21,6 hab./km²
Fonte: IBGE

## Política e administração
Poder Executivo
- Prefeito: José Manoel de Souza (2021/2024)
- Vice-prefeito: André Marcelo Piassalonga (2021/2024)

Poder Legislativo
O Poder Legislativo é representado pela câmara municipal, composta por nove vereadores com mandato de 4 anos. Cabe aos vereadores na Câmara Municipal de Boa Esperança do Sul, especialmente fiscalizar o orçamento do município, além de elaborar projetos de lei fundamentais à administração, ao Executivo e principalmente para beneficiar a comunidade.
- Presidentes da câmara: Abel Gomes Roque (2007/2008), Marco Aurélio Rosim (2009/2010), Abel Gomes Roque (2011/2012), Marcos Rosim (2013/2016).

## Infraestrutura

### Comunicações
O sistema de telefones automáticos foi inaugurado na cidade em 1981 pela Telecomunicações de São Paulo (TELESP), que também implantou o sistema de discagem direta à distância (DDD) em 1981 com o código de área (0162).
Na década de 90 o código DDD da cidade foi alterado para (016), para padronização do sistema telefônico com a telefonia celular que estava sendo implantada em todo o estado.

## Religião
O Cristianismo se faz presente na cidade da seguinte forma:

### Igreja Católica
O município pertence à Diocese de São Carlos.

### Igreja Sirian Ortodoxa de Antioquia
O Município é centro das atividades da Igreja Siran Ortodoxa de Antioquia para o interior do Estado de São Paulo, sendo a partir desta atendidas as comunidades de Araraquara, São Carlos, Pirassununga e Ourinhos; além de famílias em Ribeirão Preto, Franca, Sorocaba e todo o interior do Estado.

### Igrejas Evangélicas
Entre as igrejas protestantes históricas, pentecostais e neopentecostais, encontram-se na cidade:
- Assembleia de Deus Ministério do Belém.[12][13]
- Congregação Cristã no Brasil.[14]